# Răstolița
Răstolița (Hongaars: Ratosnya) is een comună in het district Mureș, Transsylvanië, Roemenië. Het is opgebouwd uit vier dorpen, namelijk:
- Andreneasa
- Borzia
- Gălăoaia
- Iod
- Răstoliţa

## Demografie
In 2002 telde de comună zo'n 2.230 inwoners, in 2007 waren dit er nog 2.131. Dat is een daling met 99 inwoners (-4,4%) in vijf jaar tijd. Van de 2.230 inwoners in 2002 waren er volgens de volkstelling zo'n 1.833 (82,2%) Roemenen, 385 (17,3%) Hongaren en 10 (0,4%) Roma.

## Galerij

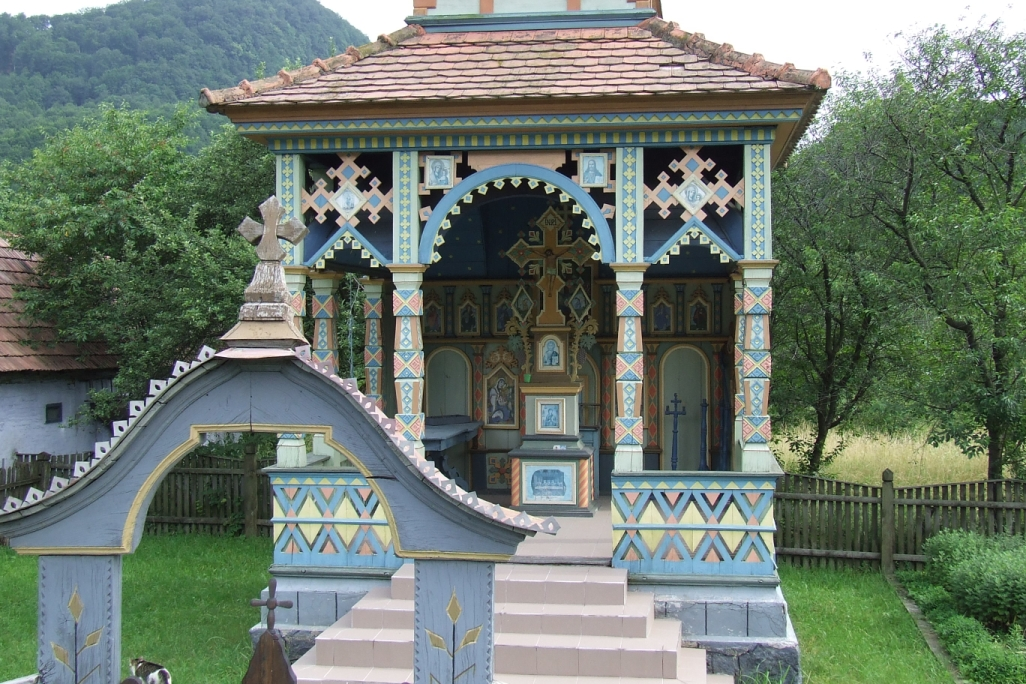
Een kapel in het dorp Gălăoaia